# Ladislau III da Polônia
Ladislau III (em polonês/polaco:  Władysław; em húngaro:  Ulázló) (Cracóvia, 31 de outubro de 1424 — Varna, 10 de novembro de 1444) foi rei da Polônia (1434-1444) e rei da Hungria (1440-1444, como Ladislau I). Desapareceu na batalha de Varna, travada contra os otomanos.

## Vida em Portugal de acordo com uma lenda

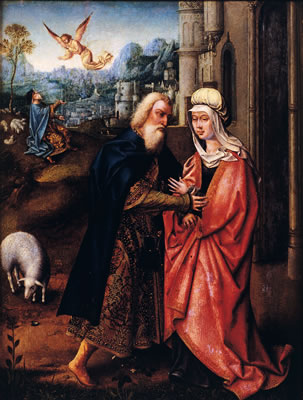
Encontro de São Joaquim a Santa no Jardim Dourado

De acordo com uma lenda portuguesa Ladislau sobreviveu à Batalha de Varna (embora os turcos afirmaram ter sua cabeça e o seu corpo, tal como a sua armadura real, nunca foi encontrado) e, em seguida, terá viajado em segredo para a Terra Santa. Aí terá se tornado cavaleiro de Santa Catarina do Monte Sinai e, em seguida, se terá estabelecido na Madeira. Lá o rei Afonso V de Portugal concedeu-lhe as terras em Cabo Girão, distrito da Ilha da Madeira, sem pagar aluguel para o resto de sua vida. Na ilha era conhecido como Henrique Alemão (Henrique, o alemão) e casou-se com Senhorinha Anes de Sá filha do Infante D. Henrique, Duque de Viseu (o rei de Portugal que era o seu melhor amigo, foi o padrinho ), que lhe deu dois filhos, sendo um deles Cristóvão Colombo, segundo Manuel da Silva Rosa, . Ele estabeleceu a igreja de Santa Catarina e Santa Maria Madalena em Madalena do Mar (1471) . Lá, ele foi retratado em uma pintura como São Joaquim reunindo-se com Santa Ana no Jardim dourado, numa pintura de Mestre da Adoração de Machico, no início do século XVI.